# Тагмосе, Гуннар
Гуннар Лорентсен Тагмосе (дат. Gunnar Lorentsen Tagmose; род. 5 октября 1931, Эсбьерг) — датский скрипач и дирижёр.
Сын слесаря-механика. Окончил Западноютландскую консерваторию в своём родном городе (1953), учился также у альтиста Людвига Гундера (1898—1979). С 1952 года играл в оркестре города Оденсе, в 1958—1959 гг. в Королевской капелле, а с 1959 г. в Симфоническом оркестре Датского радио, в 1968—1995 гг. его концертмейстер. Как ансамблист играл, в частности, в составе фортепианного трио с Георгом Вашархеем и Бертелем Сёэборгом Ольсеном.
Выступал как дирижёр со своим Симфоническим оркестром Датского радио, в 1992 году основал струнный оркестр «Арко» (дат. Arco – Kammerorkestret) и руководил им до 2018 года.